# Brian Lozano
Brian Avelino Lozano Aparicio (Montevideo, Uruguay, 23 de febrero de 1994) es un futbolista uruguayo. Juega en Defensor Sporting de la Primera División de Uruguay.

## Trayectoria
Cuando Brian tenía 10 años, un compañero lo invitó a practicar en el baby de Tacurú, aceptó ir pero para mirar, debido a que no le gustaba el fútbol, pero el Peluca, técnico del equipo, insistió en que jugase, aceptó y cuando estuvo en contacto con el balón, pudo notar que le salían cosas que a sus compañeros no, y a partir de ahí comenzó su pasión. Tras su primera experiencia, contó a su familia con determinación que quería ser futbolista.
Varios compañeros suyos entrenaban en Bella Vista, Brian los acompañó unas veces a las prácticas de Pre-Séptima, pero debido a sus horarios en la escuela no pudo concurrir con frecuencia, incluso una vez su padre lo sacó de la institución educativa en el recreo para que practique.
Cuando terminó la primaria, Lozano pudo dedicarse mejor al fútbol, ya que con el liceo podía arreglar mejor los horarios. Con el permiso de su padre comenzó en Séptima División de Bella Vista. Su familia es muy numerosa, en el mismo hogar viven 17 personas en un barrio crítico, sobre esos días recuerda:

«Fue una lucha, un sacrificio grande. Me ha tocado no tener para el boleto, ir a entrenar en bicicleta. También ir a entrenar sin comer y lo hacía con muchas ganas. El apoyo de mi padre fue impresionante.»

Sobre la situación económica de su familia, Brian contó:

«Mi madre es ama de casa y mi padre hacía changas. Pero tuvo un infarto cerebral y una enfermedad por el tema del cigarro... Mamá tenía su máquina de coser, cosía, hacía costuras.

Había momentos en que no había para la olla. Entonces comía lo que me daban allá en Bella Vista: algún cereal o yogur, algún jugo. Era por el convenio de Gol al Futuro. Yo aprovechaba. Trataba de alimentarme con lo que me daban ahí. Obviamente que a veces algo había en casa.»

Con 14 años, fue observado por un contratista, el técnico le contó sobre esa posibilidad, Brian demostró un gran nivel en el partido, anotó 2 goles y desde ese entonces es representado por Ruben Navarro. Lo llevó a probarse en el Club Atlético Boca Juniors de Argentina, Lozano estuvo cerca de jugadores como Palermo, Ibarra y el "Tata" González, dejó una buena impresión en la institución xeneize pero como era "flaquito y chiquito", le recomendaron que aumentase de peso y no hubo acuerdo.
Fue progresando en Uruguay y llegó hasta Quinta con Bella Vista, porque Juan Ahuntchain, un captador, observó a su compañero Gabriel Fernández que era goleador y figura del club. Ahuntchain recomendó a Gabriel a Defensor Sporting Club, pero terminaron fichando a Brian también, ya que era quien lo asistía.
Lozano se unió a la Quinta División Violeta en 2010, con jugadores como Giorgian De Arrascaeta, Gastón Silva, Martín Rabuñal y Leonardo Pais. Tuvo que realizar trabajos especiales de musculación para ganar masa muscular, debido a que genéticamente era chico y flaco.
En el Campeonato Uruguayo sub-19 de 2012, Brian salió campeón con Defensor, aportó 4 goles, compartió plantel con Felipe Gedoz, Diego Laxalt y Gino Acevedo. Al año siguiente, en 2013, Lozano logró el bicampeonato con la sub-19, esta vez con jugadores como Mauricio Lemos, Facundo Castro, Mauro Arambarri y Guillermo Fratta, pero anotó 1 gol en todo el año. Es ese entonces, no tenía muchos minutos, ya que alternaba con Tercera División y era suplente de Giorgian, pensó en cambiar de equipo para tener rodaje, tuvo la oportunidad de ir a Boston River, pero su representante le recomendó persistir en Defensor.
Juan Ahuntchain, su captor, sobre la experiencia de Brian en las juveniles, contó:

«Brian estaba en la juveniles de Bella Vista junto a Gabriel Fernández. Yo, que en ese momento estaba en Defensor Sporting, los había visto al enfrentarlos. Brian era muy finito, muy chiquito, pero muy habilidoso. Y vino como en un paquete, en principio nos interesaba más el "Toro" Fernández, un nueve grande de área, y Brian era el que lo asistía y también lo trajimos. Pero la primera intención era Fernández y Brian vino acoplado con él. 

Enseguida nos dimos cuenta de sus condiciones, además de su gran disposición para trabajar a pesar de ser un pibe muy humilde y que venía de un contexto social complicado. Vivía muy lejos, sin embargo llegaba siempre temprano, se ponía a lanzar tiros libres y era el último en irse.

Al principio hubo que fortalecer su musculación. Y no jugaba mucho. Pero no tardó en hacerse un lugar, aunque se superponía un poco con De Arrascaeta. En su momento, tratamos de ayudarlo un poco, sobre todo en el tema de la alimentación. Hubo un tiempo en que se quedaba en la casa que tiene Defensor, almorzaba allí.

Es un muy buen pibe y eso, además de sus condiciones, lo llevó enseguida para arriba. Tiene una cuota de talento importante. Es muy habilidoso y tiene una gran facilidad para sacarse a los rivales de arriba. Tiene mucha habilidad individual y crea muchas opciones de gol. Posee muy buena técnica y muy buena pegada.»

La temporada 2014/15 la comenzó en Tercera, ya como titular. Mostró un gran nivel en 3 partidos y llamó la atención del técnico del plantel absoluto.
Fernando Curutchet ascendió a Brian Lozano y practicó con el primer equipo la semana previa a la fecha 4 del Torneo Apertura 2014, para jugar contra Peñarol.
Debutó en Primera División, el 6 de septiembre de 2014, ingresó al minuto 78 por Nicolás Olivera y enfrentó al Club Atlético Peñarol, empataron 0 a 0 en un Franzini repleto. Convirtió su primer gol en su segundo partido, el 21 de septiembre a Juventud, ganaron 2 a 0.
En el Torneo Clausura, comenzó como titular en la primera fecha contra Nacional y empataron 0 a 0. En la segunda fecha, contra Rentistas, tuvo un gran nivel, convirtió dos goles y ganaron 6 a 2. La siguiente semana jugaron un amistoso contra Plaza Colonia, debido a que ocurrió el cambio de mando en el Gobierno uruguayo, y ganaron 1 a 0 con un gol suyo. Finalizó el torneo convirtiendo otros 3 goles, en 3 partidos que ganó Defensor. Debido al buen nivel que mostró, fue convocado a la selección sub-22 de Uruguay.
Luego de salir campeón con Uruguay en los Juegos Panamericanos, comenzó la temporada 2015-16 defendiendo a la Viola por la Copa Sudamericana, jugaron contra Bolívar en el Franzini, Brian anotó su primer gol internacional con Defensor al minuto 76 y ganaron 3 a 0.
Defensor Sporting tuvo una temporada irregular en el Torneo Apertura, finalizaron en octava posición, Brian comenzó mostrando una gran nivel, en los primeros 6 partidos, anotó 4 goles, incluyendo un doblete a Peñarol, y brindó 2 asistencias. Pero tuvo algunas molestias musculares debido a la sobrecarga de partidos internacionales y que no realizó la pretemporada por estar en los Juegos Panamericanos, finalizó con 11 presencias y 4 goles. En la Copa Sudamericana llegaron hasta cuartos de final, Brian jugó los 8 partidos y marcó 2 goles.
El 6 de diciembre, se conoció una oferta de 3 millones de dólares del América de México, por Lozano. Dos días después, se llegó a un acuerdo entre Defensor Sporting y el club mexicano por el pase, pero hasta que no finalizara el Mundial de Clubes no podría realizarse el examen médico. América perdió su primer partido en el Mundial, por lo que luego de jugar y ganar un encuentro por el quinto puesto, regresaron a su país. Finalmente, una vez que llegó el plantel, el Huevo emprendió su viaje desde Uruguay.
El 17 de diciembre de 2015 Brian arribó a tierras mexicanas, fue recibido en el aeropuerto por la prensa y afirmó:

«Estoy disfrutando el momento, sé que llego al más grande de México y es una gran responsabilidad que ahora tengo; voy a tratar de dejarlo todo por esta camiseta. Aún no tengo contacto con el cuerpo técnico, pero estoy a las órdenes del entrenador.»

Firmó contrato con el Club América el 18 de diciembre, luego de realizarse los chequeos médicos.
Fue presentado oficialmente por el club el 5 de enero de 2016, en una conferencia de prensa. Se le adjudicó el dorsal número 18.
Fue convocado para jugar el primer partido del Torneo Clausura, el 9 de enero en el Estadio Azteca contra Puebla, fue suplente e ingresó al minuto 77 por Andrés Andrade, jugó los minutos finales ante más de 37.700 espectadores y empataron 0 a 0. Se enfrentó a su excompañero de Defensor Sporting, Robert Herrera, también se encontró con Ramón Arias que no tuvo minutos con Puebla.
En su segundo partido, el 16 de enero, América jugó contra Atlas, Lozano ingresó al minuto 83, tuvo tiempo para mostrar su calidad y hacerle un caño a un rival, finalmente ganaron 3 a 0. En Atlas, jugaron el partido sus compañeros de selección, Álvaro González y Egidio Arévalo Ríos.
Fue titular por primera vez en su tercer encuentro, el 24 de enero, se enfrentaron a Pachuca pero perdieron 4 a 1.
A nivel internacional, el 24 de febrero, jugó su primer partido en la Concachampions, fue titular en el partido de ida contra Seattle Sounders y empataron 2 a 2.
Brian se lesionó y estuvo más de un mes afuera de las canchas. América se coronó campeón de la Concachampions y quedaron en cuarta posición en el Torneo Clausura.
Al contar con prácticamente nula actividad con el club, fue colocado en lista de transferibles.
El 9 de junio de 2016, fue cedido a préstamo a Los Jaguares, en busca de continuidad. Pero como no pasó los exámenes médicos debido a una pubalgia, no llegaron a un acuerdo y regresó al América.
Finalmente, viajó a Uruguay, para integrarse a uno de los clubes más importante del país.
El 24 de junio de 2016, se logró un acuerdo entre Nacional y América, para que Lozano juegue con los tricolores por un año. Luego pasó los exámenes médicos, por lo que quedó apto para unirse al club.
Entrenó por primera vez con su nuevo club, el 28 de junio, bajo las órdenes del entrenador Martín Lasarte.
Para el torneo apertura 2017 regreso a México cedido al Club Santos Laguna, en su segundo torneo con Santos fue campeón de Primera División, por lo cual el equipo norteño le compró al América su carta.  
El 14 de julio de 2022 se confirmó el fichaje de Lozano a Peñarol y Santos lo prestó para que regrese al fútbol uruguayo. Regresó a México tras una paso irregular en los carboneros.
Fue cedido nuevamente en 2023, esta vez al Atlas Fútbol Club. Fue nominado al Premio Puskás de la FIFA por un gol que realizó con Atlas al América de México.

## Selección nacional

### Juveniles
El 21 de mayo de 2015 fue incluido en la lista preliminar de 30 jugadores para defender a la selección de Uruguay en los Juegos Panamericanos de Toronto.
El 17 de junio fue confirmado en la lista de 18 jugadores para defender a la Celeste sub-22 en los Panamericanos de Canadá. Viajó a América del Norte junto a sus compañeros de Defensor: Mauricio Lemos, Mathías Suárez y Facundo Castro.
Debutó en la competición internacional contra Trinidad y Tobago el 13 de julio, fue titular y al minuto 69 anotó un gol para cerrar el partido 4 a 0. En el segundo partido, jugó los 90 minutos pero perdieron 1 a 0 contra el campeón de la edición anterior: México. En el último partido por la fase de grupos, debían ganarle a Paraguay para pasar a la fase final, fue titular y lograron ganar 1 a 0 con gol de Fernando Gorriarán.
En la semifinal se cruzaron con Brasil, la Celeste jugó con un hombre de menos desde el minuto 10 porque fue expulsado Mauricio Lemos. A pesar de la desventaja jugaron de igual a igual, pero faltando 15 minutos para terminar el partido cobraron penal a favor de Brasil, Guillermo De Amores lo atajó pero dio rebote y Clayton anotó el 1 a 0. Ante la adversidad Uruguay impuso su mística, Brian ejecutó un tiro de esquina, Mathías Suárez la cabeceó y el balón llegó a Andrés Schetino, que desmarcado anotó el empate al minuto 86. Ni bien sacaron del medio, los brasileros fueron presionados y perdieron la pelota, le quedó a Brian, escuchó a Michael Santos que se la pidió y le dio un pase en profundidad, Santos corrió por la derecha y definió con tres dedos rompiendo la resistencia del arquero, Uruguay lo dio vuelta y ganó 2 a 1.
En la final, se encontraron nuevamente con México, el partido lo dominaron los charrúas, al minuto 11 se produjo un tiro libre a favor, Brian se tuvo confianza, lo ejecutó y convirtió el único gol del encuentro, esto permitió ganar la medalla de oro en los Juegos Panamericanos, la única que logró Uruguay en la competición. Brian Lozano fue incluido en el equipo ideal del torneo.

#### Participaciones en juveniles
| Competición                  | Sede   | Resultado      | Partidos | Goles |
| ---------------------------- | ------ | -------------- | -------- | ----- |
| Juegos Panamericanos de 2015 | Canadá | Medalla de Oro | 5        | 2     |

### Absoluta
El 24 de agosto de 2015 fue convocado por primera vez a la selección absoluta de Uruguay, para jugar 2 amistosos en la fecha FIFA de septiembre, contra Panamá y Costa Rica.
El 31 de agosto viajó junto a al cuerpo técnico de la selección y los jugadores del medio local, Nahitan Nández y Michael Santos, a Panamá. En la noche del lunes, entrenó por primera vez con la selección, en el Estadio Maracaná, junto a otros 9 jugadores que llegaron. El martes entrenaron en doble horario, ya con la selección completa con sus 21 jugadores presentes, Brian se reencontró son sus excompañeros de Defensor Sporting, Giorgian De Arrascaeta y Diego Rolán.
El 4 de septiembre debutó en la selección de Uruguay absoluta, jugaron contra Panamá en el Rommel Fernández, ingresó al minuto 74 por Rolan cuando el partido estaba igualado sin goles, 8 minutos luego de su ingreso, Jonathan Rodríguez echó un centro y Christian Stuani lo transformó en gol, el único que tuvo el encuentro. Su debut con la Celeste se produjo casi un año exacto después de su debut como profesional en primera división.
El 8 de septiembre jugó contra Costa Rica, en el Estadio Nacional de San José, ingresó al minuto 36 por Diego Rolán pero perdieron 1 a 0.
Finalizó su primera convocatoria con 69 minutos disputados en 2 encuentros, uno ganado y otro perdido.
Por segunda vez fue convocado el 29 de septiembre, para disputar las 2 primera fechas eliminatorias para el Mundial en 2018. No tuvo minutos pero Uruguay derrotó a Bolivia en La Paz y a Colombia en Montevideo.
Su tercer llamado fue en la siguiente fecha FIFA, para jugar las fechas 3 y 4 de la eliminatorias. Viajó a Quito para enfrentar a Ecuador, estuvo en el banco de suplentes sin minutos y perdieron 2 a 1. El 17 de noviembre, ya en Montevideo, jugaron contra el campeón de la Copa América, Chile, nuevamente no ingresó pero ganaron 3 a 0 y le quitaron un invicto de 11 partidos a los chilenos. Uruguay consiguió 9 puntos en 4 partidos, por lo que se posicionó en el segundo lugar de la clasificación.

### Detalles de partidos
| Con Uruguay sub-22 | Con Uruguay sub-22 | Con Uruguay sub-22 | Con Uruguay sub-22  | Con Uruguay sub-22 | Con Uruguay sub-22                  | Con Uruguay sub-22 | Con Uruguay sub-22   | Con Uruguay sub-22 | Con Uruguay sub-22 |
| N°                 | Rival              | Resultado          | Fecha               | Lugar              | Competencia                         | Goles              | Asistencias          | Ref.               |                    |
| ------------------ | ------------------ | ------------------ | ------------------- | ------------------ | ----------------------------------- | ------------------ | -------------------- | ------------------ | ------------------ |
| 1                  | Trinidad y Tobago  | 0:4 (0:3)          | 13 de julio de 2015 | Hamilton · Canadá  | Juegos Panamericanos Fase de grupos | 69'                | -                    | 1                  |                    |
| 2                  | México             | 1:0 (0:0)          | 17 de julio de 2015 | Hamilton · Canadá  | Juegos Panamericanos Fase de grupos | -                  | -                    | 2                  |                    |
| 3                  | Paraguay           | 1:0 (0:0)          | 21 de julio de 2015 | Hamilton · Canadá  | Juegos Panamericanos Fase de grupos | -                  | -                    | 3                  |                    |
| 4                  | Brasil             | 1:2 (0:0)          | 23 de julio de 2015 | Hamilton · Canadá  | Juegos Panamericanos Semifinales    | -                  | 87' a Michael Santos | 4                  |                    |
| 5                  | México             | 1:0 (1:0)          | 26 de julio de 2015 | Hamilton · Canadá  | Juegos Panamericanos Final          | 11'                | -                    | 5                  |                    |

| Con Uruguay | Con Uruguay | Con Uruguay | Con Uruguay             | Con Uruguay           | Con Uruguay | Con Uruguay | Con Uruguay | Con Uruguay         | Con Uruguay |
| N°          | Rival       | Resultado   | Fecha                   | Lugar                 | Competencia | Goles       | Asistencias | Cambio              | Ref.        |
| ----------- | ----------- | ----------- | ----------------------- | --------------------- | ----------- | ----------- | ----------- | ------------------- | ----------- |
| 1           | Panamá      | 0:1 (0:0)   | 4 de septiembre de 2015 | Panamá · Panamá       | Amistoso    | -           | -           | 74' por Diego Rolán | 1           |
| 2           | Costa Rica  | 1:0 (1:0)   | 8 de septiembre de 2015 | San José · Costa Rica | Amistoso    | -           | -           | 36' por Diego Rolán | 2           |

## Estadísticas

### Clubes
Actualizado al último partido disputado el 7 de octubre de 2023.
| Club                           | Div.          | Temporada     | Liga  | Liga  | Liga   | Copas nacionales | Copas nacionales | Copas nacionales | Copas internacionales | Copas internacionales | Copas internacionales | Total | Total | Total  |
| Club                           | Div.          | Temporada     | Part. | Goles | Asist. | Part.            | Goles            | Asist.           | Part.                 | Goles                 | Asist.                | Part. | Goles | Asist. |
| ------------------------------ | ------------- | ------------- | ----- | ----- | ------ | ---------------- | ---------------- | ---------------- | --------------------- | --------------------- | --------------------- | ----- | ----- | ------ |
| Defensor Sporting C. · Uruguay | 1.ª           | 2014-15       | 25    | 7     | 3      | -                | -                | -                | -                     | -                     | -                     | 25    | 7     | 3      |
| Defensor Sporting C. · Uruguay | 1.ª           | 2015-16       | 11    | 4     | 2      | -                | -                | -                | 8                     | 2                     | 0                     | 19    | 6     | 2      |
| Defensor Sporting C. · Uruguay | Total club    | Total club    | 36    | 11    | 5      | 0                | 0                | 0                | 8                     | 2                     | 0                     | 44    | 13    | 5      |
| C. América · México            | 1.ª           | 2015-16       | 7     | 0     | 0      | -                | -                | -                | 2                     | 0                     | 0                     | 9     | 0     | 0      |
| C. América · México            | Total club    | Total club    | 7     | 0     | 0      | 0                | 0                | 0                | 2                     | 0                     | 0                     | 9     | 0     | 0      |
| C. Nacional de F. · Uruguay    | 1.ª           | 2016          | 9     | 0     | 0      | -                | -                | -                | -                     | -                     | -                     | 9     | 0     | 0      |
| C. Nacional de F. · Uruguay    | 1.ª           | 2017          | 16    | 4     | 1      | -                | -                | -                | 1                     | 0                     | 0                     | 17    | 4     | 1      |
| C. Nacional de F. · Uruguay    | Total club    | Total club    | 25    | 4     | 1      | 0                | 0                | 0                | 1                     | 0                     | 0                     | 26    | 4     | 1      |
| C. Santos Laguna · México      | 1.ª           | 2017-18       | 36    | 2     | 8      | 7                | 2                | 2                | -                     | -                     | -                     | 43    | 4     | 10     |
| C. Santos Laguna · México      | 1.ª           | 2018-19       | 36    | 2     | 6      | 2                | 0                | 0                | 5                     | 2                     | 0                     | 43    | 4     | 6      |
| C. Santos Laguna · México      | 1.ª           | 2019-20       | 29    | 13    | 10     | 4                | 0                | 0                | -                     | -                     | -                     | 33    | 13    | 10     |
| C. Santos Laguna · México      | 1.ª           | 2021-22       | 29    | 5     | 3      | -                | -                | -                | 2                     | 0                     | 0                     | 31    | 5     | 3      |
| C. Santos Laguna · México      | 1.ª           | 2022-23       | 2     | 1     | 1      | -                | -                | -                | -                     | -                     | -                     | 2     | 1     | 1      |
| C. Santos Laguna · México      | Total club    | Total club    | 132   | 23    | 28     | 13               | 2                | 2                | 7                     | 2                     | 0                     | 152   | 27    | 30     |
| C. A. Peñarol · Uruguay        | 1.ª           | 2022          | 13    | 1     | 3      | 5                | 0                | 2                | -                     | -                     | -                     | 18    | 1     | 5      |
| C. A. Peñarol · Uruguay        | Total club    | Total club    | 13    | 1     | 3      | 5                | 0                | 2                | 0                     | 0                     | 0                     | 18    | 1     | 5      |
| Atlas F. C. · México           | 1.ª           | 2022-23       | 19    | 7     | 0      | -                | -                | -                | 3                     | 0                     | 0                     | 22    | 7     | 0      |
| Atlas F. C. · México           | 1.ª           | 2023-24       | 6     | 0     | 2      | -                | -                | -                | 1                     | 0                     | 0                     | 7     | 0     | 2      |
| Atlas F. C. · México           | Total club    | Total club    | 25    | 7     | 2      | 0                | 0                | 0                | 4                     | 0                     | 0                     | 29    | 7     | 2      |
| Total carrera                  | Total carrera | Total carrera | 238   | 46    | 39     | 18               | 2                | 4                | 22                    | 4                     | 0                     | 278   | 52    | 42     |
| 1. 2.                          |               |               |       |       |        |                  |                  |                  |                       |                       |                       |       |       |        |

### Selección
Actualizado al último partido disputado el 18 de noviembre de 2019.
| Sub-22 · Uruguay   | 2015              | 5 | 2 | 1 | - | - | - | 0 | 0 | 0 | 5  | 2 | 1 |
| Sub-22 · Uruguay   | Total sel.        | 5 | 2 | 1 | 0 | 0 | 0 | 0 | 0 | 0 | 5  | 2 | 1 |
| Absoluta · Uruguay | 2015              | 0 | 0 | 0 | - | - | - | 2 | 0 | 0 | 2  | 0 | 0 |
| Absoluta · Uruguay | 2019              | - | - | - | - | - | - | 6 | 0 | 0 | 6  | 0 | 0 |
| Absoluta · Uruguay | Total sel.        | 0 | 0 | 0 | 0 | 0 | 0 | 8 | 0 | 0 | 8  | 0 | 0 |
| Total selecciones  | Total selecciones | 5 | 2 | 1 | 0 | 0 | 0 | 8 | 0 | 0 | 13 | 2 | 1 |
| 1.                 |                   |   |   |   |   |   |   |   |   |   |    |   |   |

### Tripletes
| 1 | Liverpool | 3:0 (0:0) | 26 de marzo de 2017 | Parque Viera Montevideo | Torneo Apertura 2017 | 61', 68', 81' | 1 |

## Palmarés

### Títulos nacionales
| Título              | Club              | País    | Año  |
| ------------------- | ----------------- | ------- | ---- |
| Campeonato Uruguayo | C. Nacional de F. | Uruguay | 2016 |
| Torneo Clausura     | C. Santos Laguna  | México  | 2018 |

### Títulos internacionales
| Título                           | Equipo               | País   | Año  |
| -------------------------------- | -------------------- | ------ | ---- |
| Juegos Panamericanos             | Selección de Uruguay | Canadá | 2015 |
| Liga de Campeones de la Concacaf | C. América           | México | 2016 |

### Distinciones individuales
| Distinción                              | Año  |
| --------------------------------------- | ---- |
| Fútbolx100 – Jugador revelación del año | 2015 |
| Once ideal de los Juegos Panamericanos  | 2015 |
| Once Ideal del Torneo Clausura          | 2018 |